# Brückenherr
Brückenherr oder auch Brückenwächter ist eine Bezeichnung für ein Mitglied einer historischen Behörde, die die Aufsicht über den ordnungsgemäßen Zustand einer Brücke in einer Gemeinde oder Stadt innehatte. Damit eingeschlossen ist etwa die Instandhaltung.
Er war berechtigt, einen Brückenzoll zu erheben.